# Пак Чон Хван
Пак Чон Хван (9 февраля 1938, Онджин — 7 октября 2023) — южнокорейский футбольный тренер, который, в частности, несколько раз возглавлял национальную сборную Южной Кореи, в том числе на Кубке Азии 1996 года.

## Биография
До 1966 года Пак играл в футбол за команду Корейской угольной корпорации. Он также работал учителем физкультуры в средней школе Сувон Юшин.
Первый опыт тренерской работы получил в 1966 году, возглавив команду Высшей технической школы Дангук. С 1971 по 1979 год он обслуживал матчи в качестве рефери. Через десять лет, в 1976 году, возглавил свою первую профессиональную команду — «Сеул Сити».
В 1980 году стал главным тренером молодёжной сборной Южной Кореи, которой руководил во время двух розыгрышей молодёжного чемпионата мира (в 1981 и 1983 годах).
В августе 1983 года впервые возглавил тренерский штаб национальной сборной Южной Кореи, которая под его руководством в течение следующего года провела 12 игр.
В дальнейшем ещё четыре раза назначался главным тренером национальной сборной своей страны — руководил ею с ноября 1986 по июль 1988 года (11 игр), с августа по октябрь 1990 года (10 игр), с апреля по июль 1995 года (две игры), а также в течение 1996 года. В последний свой приход на тренерский мостик национальной команды выступил с ней на Кубке Азии, где корейцы уверенно преодолели групповой этап, однако уже в четвертьфинале потерпели разгромное поражение 2:6 от Ирана и таким образом прекратили борьбу.
Параллельно с работой в сборной в течение 1988—1996 годов работал на клубном уровне с командой «Соннам», с которой трижды становился чемпионом Южной Кореи, а также выиграл Азиатский кубок чемпионов 1995/1996. Однако 2 апреля 1996 года он ушёл в отставку из-за конфликтов с клубом перед сезоном 1996 года.
Затем в течение 1998 года работал в Китае, где тренировал команду «Ухань Оптикс Вэлли», а в 2002—2006 годах был главным тренером команды «Тэгу».
Последним местом тренерской работы был уже знакомый ему клуб «Соннам», главным тренером команды которого Пак Чон Хван был в течение четырёх месяцев 2014 года. Он ушёл из-за конфликта с игроком.